# El deber de una madre
El deber de una madre (1658–1660) es un óleo sobre lienzo del pintor holandés Pieter de Hooch. Es un ejemplo de pintura del Siglo de Oro holandés y parte de la colección del Museo de Ámsterdam, cedida al Rijksmuseum.

## Descripción
Esta magnífica pintura de Hooch mostrando un interior doméstico de clase media holandés contemporáneo, con una mujer despiojando el cabello de su hija, fue documentado por Hofstede de Groot en 1910, que escribió; "71. MADRE PEINANDO EL CABELLO DE SU HIJO. Sm. 33, 4, 67 ; de G. 5. En un dormitorio hogareño se sienta una mujer de perfil a la derecha. Viste una blusa roja y falda azul, y está despiojando el cabello de su hija que se arrodilla ante ella con la cabeza en su regazo. Detrás de ella hay una cama elevada y empotrada, con cortinas; una trona se encuentra en primer plano a la derecha. La puerta de la izquierda, cerca de la cual hay un perrito, se abre a una segunda habitación, a través de cuya puerta se ve un jardín con árboles esbeltos. Este es uno  de los mejores cuadros de De Hooch en Holanda. [Compare 74.] Firmado en la silla " Pr d' hooch"; lienzo sobre tabla, 21 pulgadas por 24 pulgadas. Erróneamente atribuido a E. Boursse en el catálogo de 1887 del Rijksmuseum ; la firma es absolutamente genuina, y es descrita de manera incorrecta como dudosa en el catálogo de 1905.

## Procedencia
- Gerard Braamcamp, Ámsterdam, 31 de julio de 1771, Núm. 88 (610 florines, Van der Dussen), (compárese también con Hoet, ii. 504).
- J. L. Van der Dussen, en Ámsterdam, 31 de octubre de 1774, Núm. 7 (750 florines).
- J. J. de J. J. de Faesch, en Ámsterdam, 3 de julio de 1833, Núm. 20 (3500 florines más 7 1/2 por ciento, comprado; o 2590 florines, Jansen para Moget).
- Ámsterdam, 24 de abril de 1838, Núm. 18 (3311 florines, Brondgeest). Anteriormente en la colección de Van der Hoop, Ámsterdam.
- Ahora en el Rijksmuseum en Ámsterdam, legado de Van der Hoop; Núm. 1250 en el catálogo de 1905 (anteriormente Núm. 685)."[3]

## Galería
Esta pintura parece haber sido un diseño exitoso para De Hooch ya que hay varias variaciones con este mismo dormitorio y su puerta a una antesala exterior:

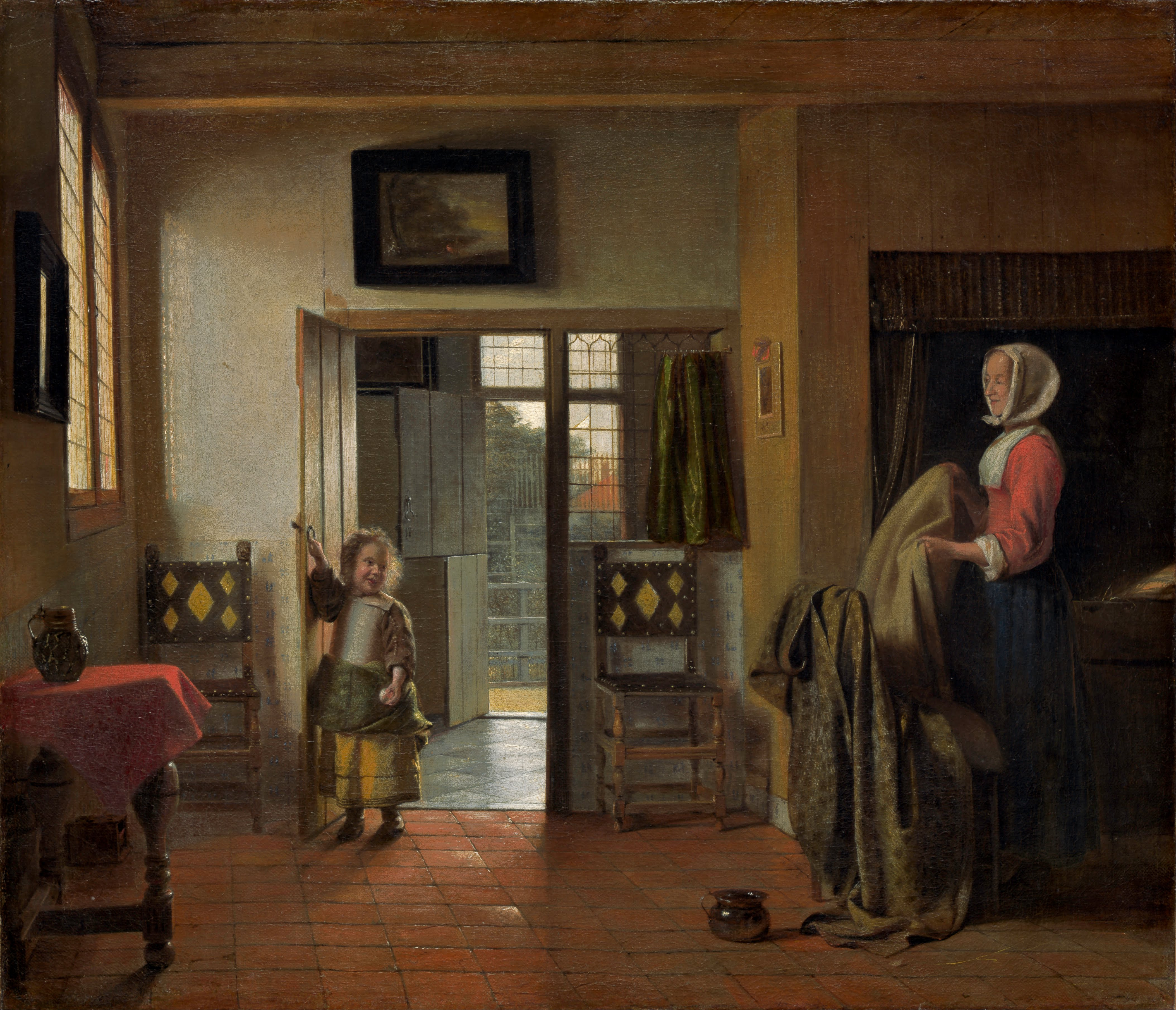
El dormitorio'' (colección Widener).
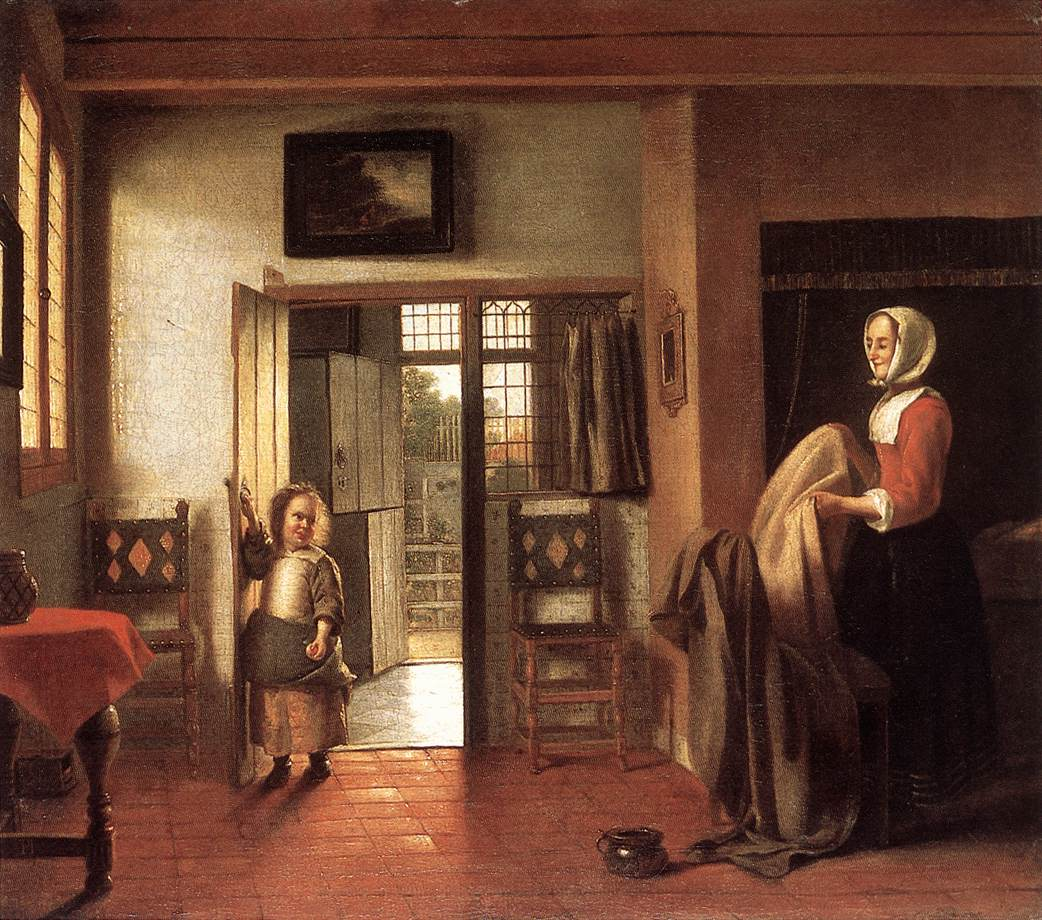
''El dormitorio'' (Karlsruhe).
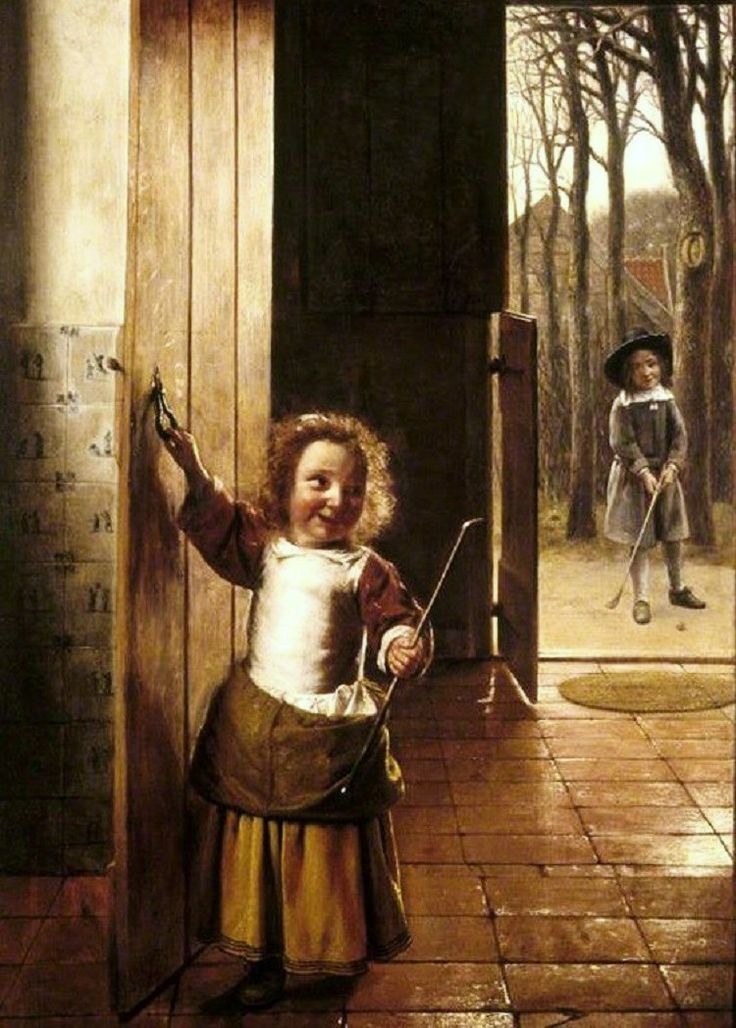
Los jugadores de kolf.